# Barocul ucrainean

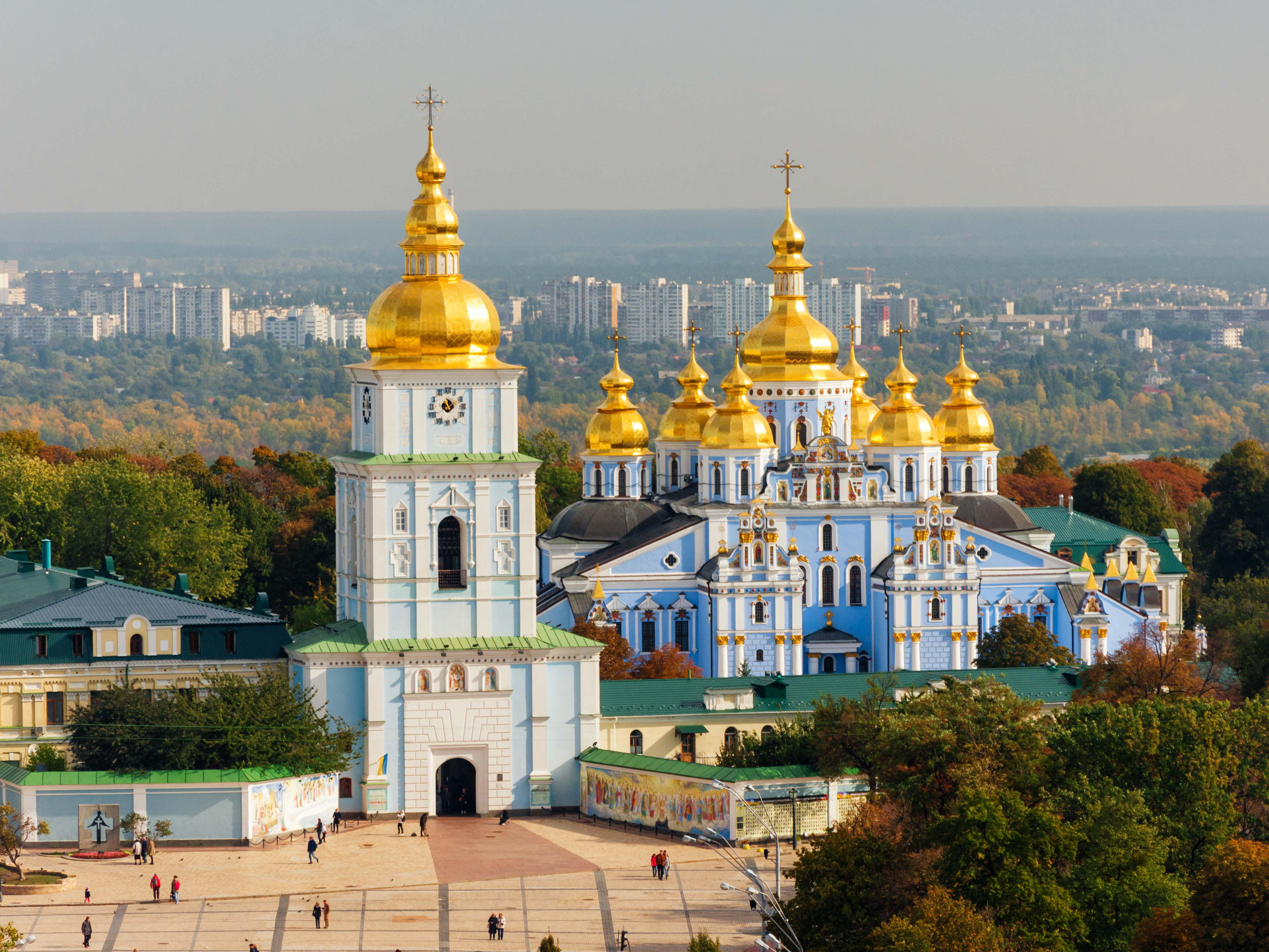
Mănăstirea Sf. Mihail cu domuri aurii din Kiev reprezintă unul dintre cele mai tipice exemple de arhitectură barocă ucraineneană.

Barocul ucrainean, numit și barocul căzăcesc sau barocul Mazepa este un stil arhitectural care a apărut în Ucraina în epoca hetmanatului căzăcesc, în secolele al XVII-lea și al XVIII-lea.
Barocul ucrainean se deosebește de cel occidental prin faptul că are o ornamentație mai moderată și forme mai simple și ca atare a fost considerat mai constructivist. Multe clădiri baroce ucrainene au fost consevate, printre care câteva clădiri din Lavra Peșterilor și Mănăstirea Vidubițki⁠(d) din Kiev.
Cele mai bune exemple de pictură barocă⁠(d) sunt picturile bisericești din Biserica Sfânta Treime⁠(d) din Lavra Preșterilor din Kiev. Dezvoltarea rapidă a tehnicilor de gravare a avut loc în perioada barocului ucrainean. Progresele au folosit un sistem complex de simboluri, alegorii, semne heraldice și ornamentație somptuoasă. 
Anumite caracteristici ale barocului ucrainean, precum cupolele piriforme au fost copiate de mișcarea rusească a barocului Narîșkin în Moscova secolele 17-18. Bisericile ucrainene moderne, printre care Catedrala Troeșcina⁠(d), sunt de asemenea construite în acest stil. Avându-și originea în secolul al XVII-lea, barocul ucrainean a atins epoca sa de aur în timpul lui Ivan Mazepa. Barocul lui Mazepa este o siteză orginală între formele arhitecturale ale barocului vest-european și tradițiile arhitecturale ale barocului național ucrainean. 